# Scolypopa aeneomicans
Scolypopa aeneomicans är en insektsart som beskrevs av Haupt 1926. Scolypopa aeneomicans ingår i släktet Scolypopa och familjen Ricaniidae. Inga underarter finns listade i Catalogue of Life.